# راجباری صدر
راجباری صدر (به لاتین: Rajbari Sadar) یک منطقهٔ مسکونی در بنگلادش است که در ناحیه راج‌باری واقع شده‌است. راجباری صدر ۳۱۳ کیلومتر مربع مساحت و ۳۳۱٫۶۳۱ نفر جمعیت دارد.